# Palais du Trocadéro

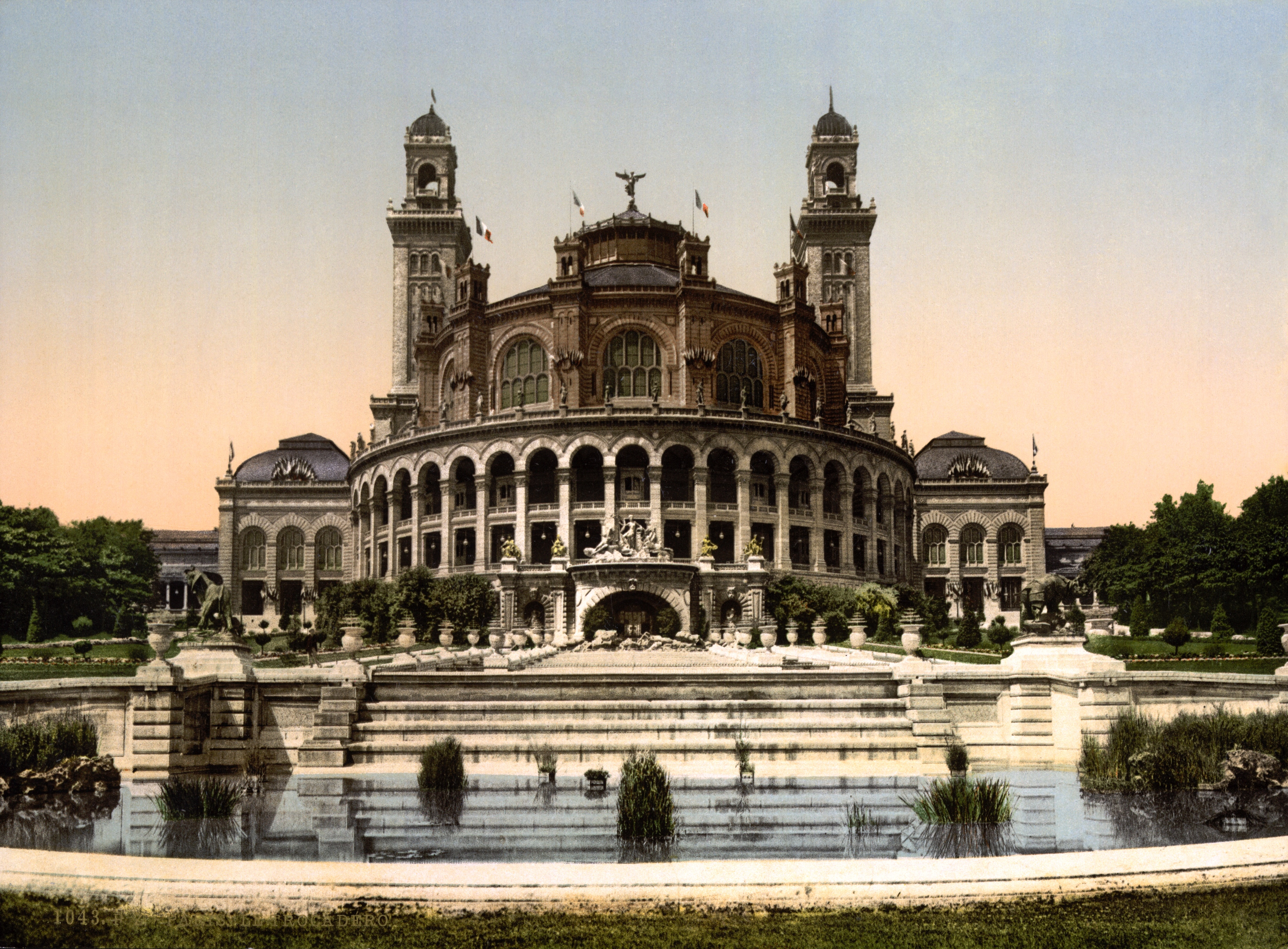
Das Palais du Trocadéro während der Weltausstellung von 1900

Das Palais du Trocadéro im 16. Arrondissement (Paris) war ein historistischer Ausstellungspalast, der für die Weltausstellung Paris 1878 errichtet wurde.
Das eklektische Ausstellungsgebäude der Architekten Gabriel Davioud und Jules Bourdais  erhielt seinen Namen nach dem auf der Halbinsel Isla del Trocadero liegenden Fort der Stadt Cádiz, das die Franzosen 1823 eingenommen hatten, um die absolutistische Monarchie in Spanien wieder einzusetzen. Da dieser Schlacht von Trocadéro an jedem 31. August auf den Hauteurs de Chaillot (Höhen von Chaillot) in Paris gedacht wurde, war das darauf errichtete und daran erinnernde Gebäude in einem neomaurisch-neobyzantinischen Stil gestaltet.
Von 1882 bis 1937 beherbergte es auf Vorschlag von Eugène Viollet-le-Duc das Musée de la sculpture comparée, das die Reste des Musée des Monuments français Alexandre Lenoirs ausstellte. Außerdem gab es ein ethnographisches Museum, aus dem später das Musée de l’Homme entstand. Die Gärten des Trocadéro wurden von Jean-Charles Alphand gestaltet. Ab 1880 enthielt das Gebäude auch eine Volkssternwarte, gegründet von Léon Jaubert. Der große Festsaal des Trocadéro mit einer Kapazität von 5000 Menschen war berühmt für seine Konzertorgel. Diese wurde zunächst in den Nachfolgebau transferiert. Heute dient sie als Orgel des Auditorium Maurice Ravel in Lyon. Der Statuenschmuck wurde verteilt, er findet sich heute beim Musée d’Orsay, im Parc de Sceaux, im Parc Georges Brassens und in Nîmes.
Das Hauptgebäude des Palais du Trocadéro wurde für die Weltfachausstellung Paris 1937 bis auf seine Seitenflügel abgetragen und als solches nicht mehr ersetzt. Nach Anbauten von Risaliten bilden diese gewaltigen Seitenflügel seither die beiden nicht miteinander verbundenen Teile des Palais de Chaillot, das selbst keinen Mittelbau besitzt. Von der damit entstandenen Freifläche am Platz des ehemaligen Palais du Trocadéro hat man den wohl berühmtesten Blick auf den Eiffelturm.
Der Name Trocadéro lebt als Station der Métro Paris, als Bezeichnung des Platzes vor dem Palais de Chaillot und vor allem durch die Jardins du Trocadéro weiter.